# IC 4673
IC 4673 ist ein planetarischer Nebel im Sternbild Schütze.